# Arik Air
Arik Air — авіакомпанія Нігерії зі штаб-квартирою в Ікеджі (штат Лагос), що працює у сфері регулярних пасажирських перевезень на внутрішніх маршрутах країни і за її межами. Має статус національного авіаперевізника Сьєрра-Леоне. Портом приписки авіакомпанії і її головним транзитним вузлом (хабом) є міжнародний аеропорт імені Муртали Мохаммеда в Лагосі, ще один хаб перевізника знаходиться в міжнародному аеропорту імені Ннамді Азіківе (Абуджа).

## Історія
Arik Air була заснована в 2002 році.
3 квітня 2006 року авіакомпанія отримала у власність об'єкти інфраструктури аеропорту Лагоса реорганізованої три роки тому компанії Nigeria Airways. 14 червня того ж року Arik Air придбала два нових літака Bombardier CRJ-900 для виконання рейсів за внутрішніми маршрутами (а з осені 2006 року і за міжнародними напрямками), два літаки Boeing 737-300 у авіакомпанії United Airlines і три п'ятидесятимісних судна Bombardier CRJ-200. 30 жовтня 2006 року Arik Air відкрила регулярні пасажирські рейси між Лагосом і Абуджою на літаках CRJ-900. 15 листопада того ж року авіакомпанія ввела регулярний рейс між Бенін-Сіті і Енугу.
Авіакомпанія повністю належить інвестиційному холдингу Нігерії «Ojemai Investments».
У 2007 році Allied Air пройшла процедуру перереєстрації в Управлінні цивільної авіації Нігерії (NCAA), задовольнивши тим самим вимоги державного органу про необхідність рекапіталізації та повторної реєстрації всіх нігерійських авіакомпаній до 30 квітня 2007 року.
4 квітня 2008 року Arik Air отримала від Міністерства транспорту США дозвіл на здійснення польотів в аеропорти Сполучених Штатів Америки.
6 серпня 2010 року компанія перевезла п'ятимільйонного пасажира на маршруті між Йоганнесбургом і Лагосом.

## Маршрутна мережа

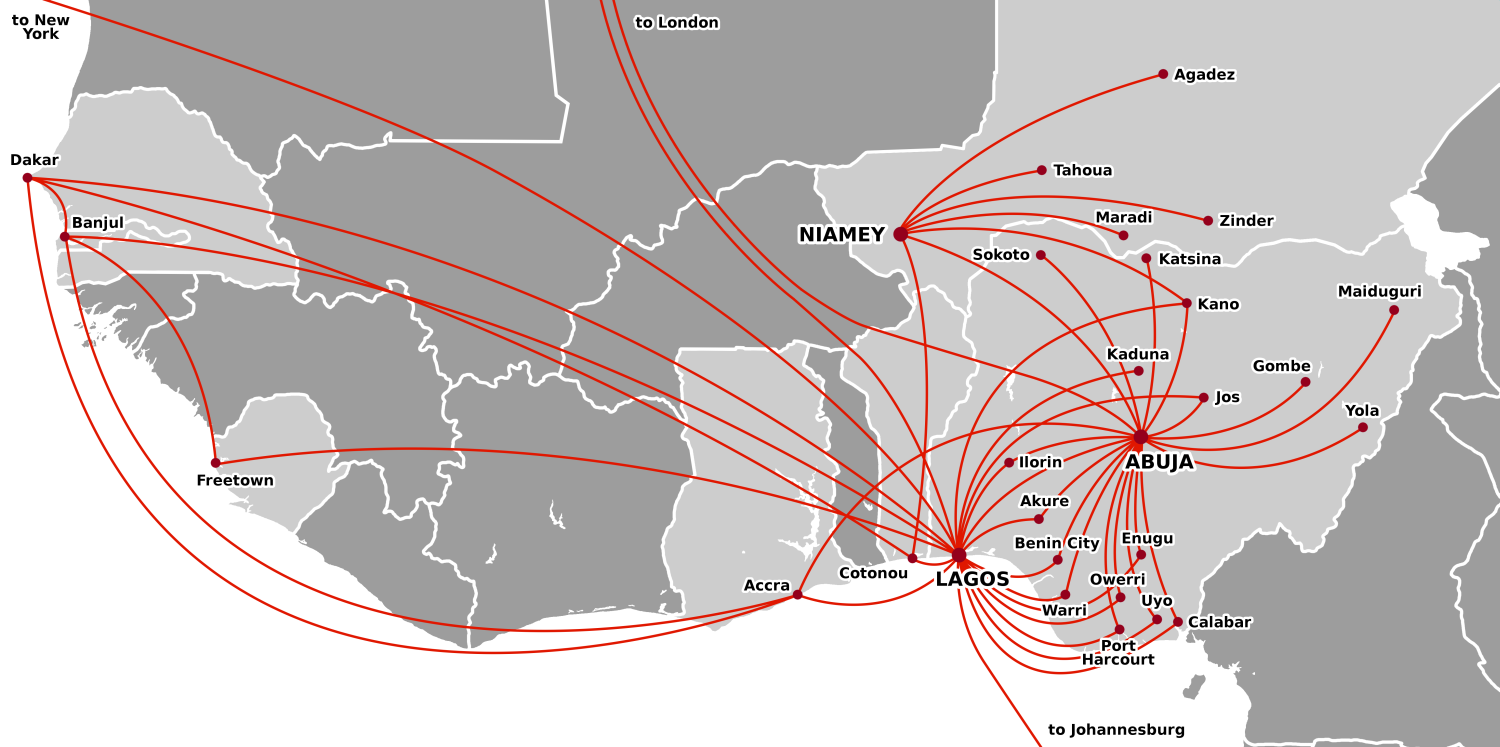
Карта маршрутної мережі регулярних напрямків авіакомпанії Arik Air станом на 9 грудня 2009 року

В серпня 2006 року Федеральне міністерство авіації країни видало Arik Air дозвіл на регулярні маршрути з Нігерії в Тринідад і Тобаго, Амстердам, Лондон і Мадрид. Крім того, авіакомпанія планує відкрити регулярні пасажирські рейси в Атланту, Маямі і Х'юстон в США і Бірмінгема у Великій Британії.
15 грудня 2009 року Arik Air запустила регулярний маршрут з Лагоса в лондонський аеропорт Хітроу на широкофюзеляжному лайнері Airbus A340-500. 1 червня наступного року стартував маршрут у міжнародний аеропорт Йоганнесбурга, а 30 листопада того ж року — в нью-йоркський міжнародний аеропорт імені Джона Кеннеді.
У квітні 2009 року почала операційну діяльність дочірня авіакомпанія Arik Niger (код ІАТА Q9), проте вже в лютому наступного року компанія була ліквідована за банкрутства.

## Флот

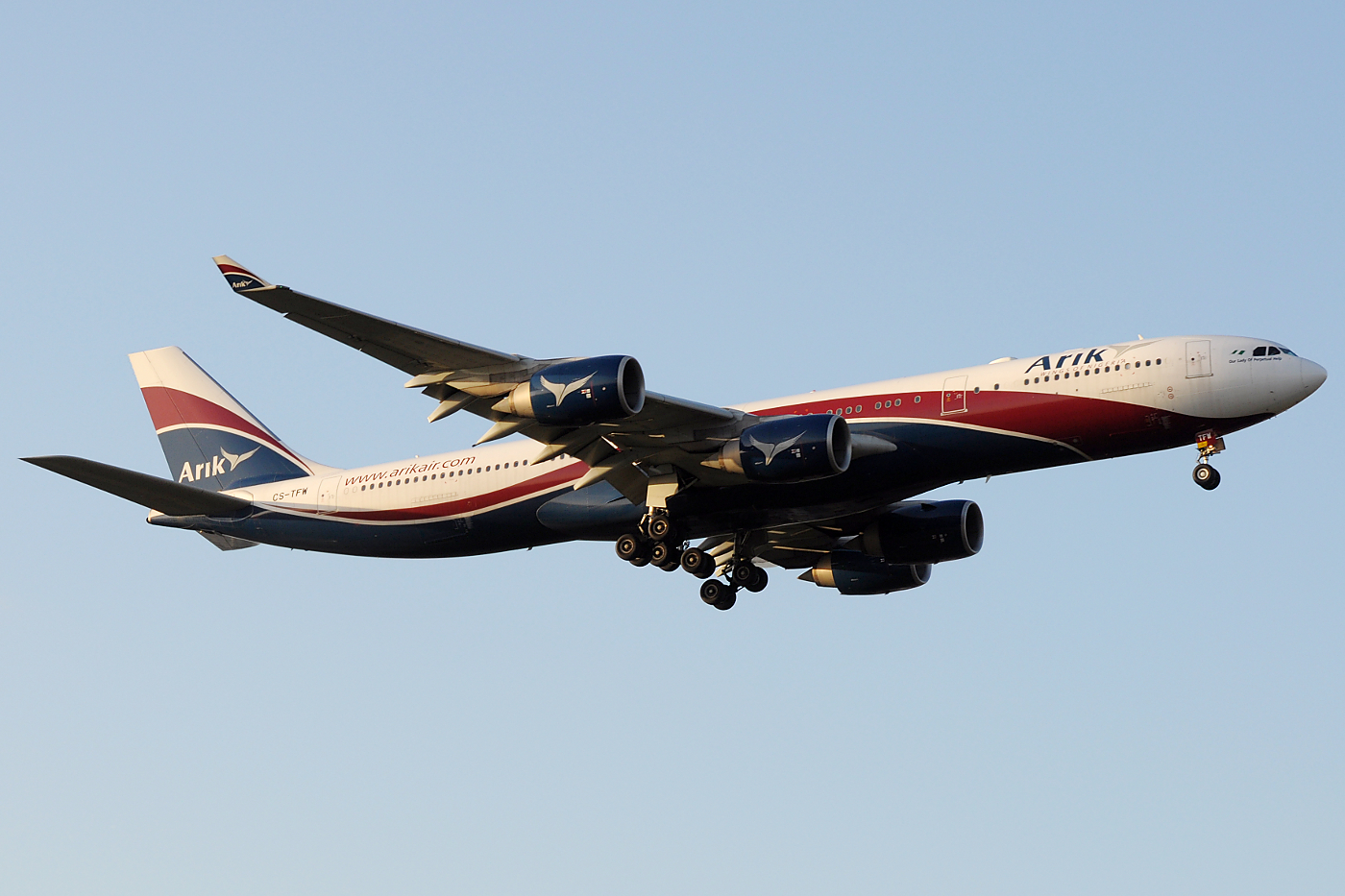
Посадка Airbus A340-500 авіакомпанії Arik Air в лондонському аеропорту Хітроу

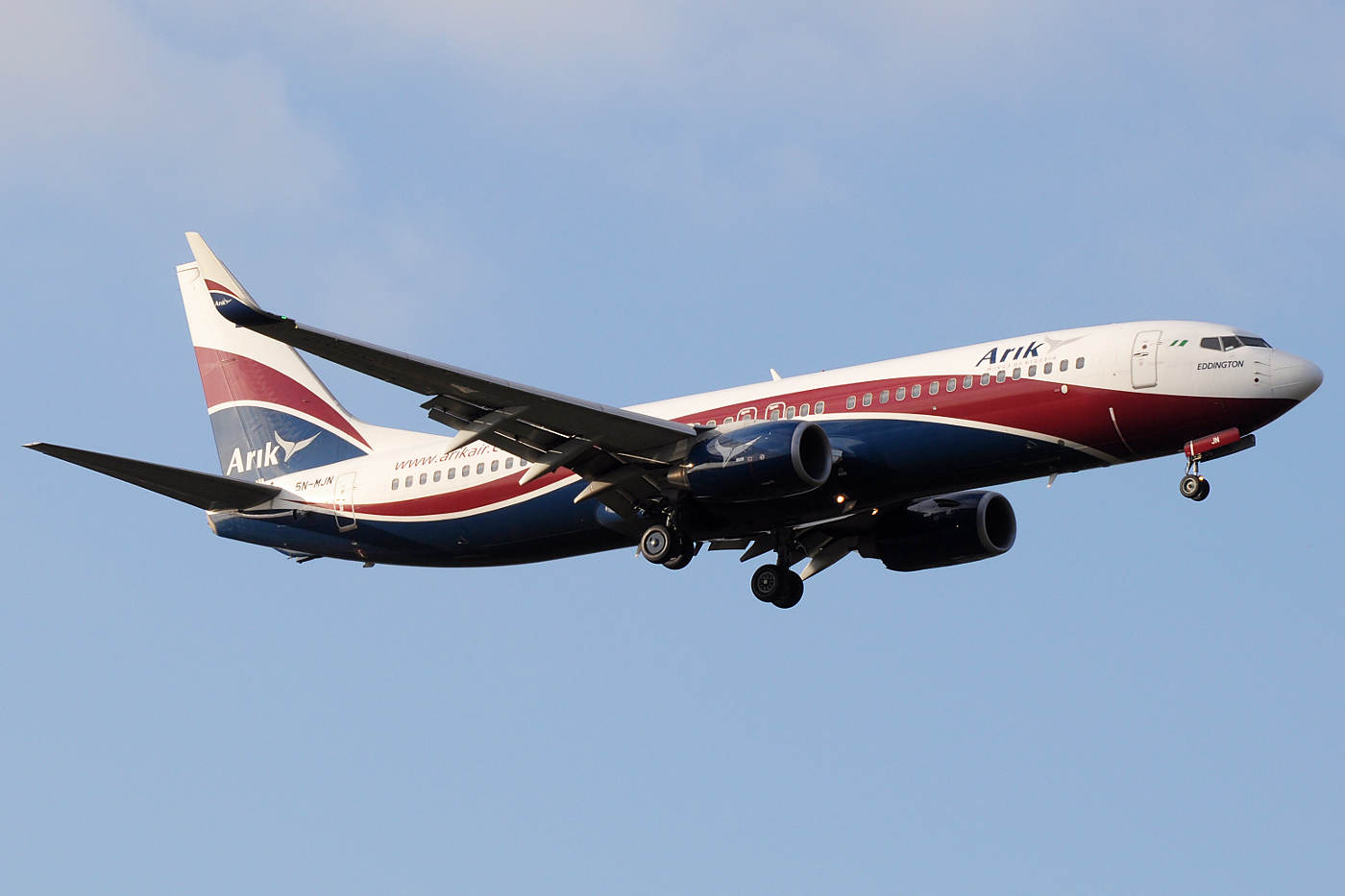
Boeing 737-800 авіакомпанії Air Arik

Станом на листопад 2016 року повітряний флот авіакомпанії Arik Air становили такі літаки. Середній вік літаків становить 8,8 років.
У 2007 році Arik Air розміщувала замовлення на п'ять далекомагістральних лайнерів Boeing 777-300ER, проте в 2011 році замовлення був анульований.

## Авіаподії й нещасні випадки
- 31 березня 2010 року. У Boeing 737-700, що був на стоянці міжнародного аеропорту Калабар, врізався автомобіль «Ауді», прорвав до цього два кордони служби безпеки аеропорту. Водій був негайно затриманий, після чого стверджував, що він посланий самим Ісусом Христом щоб покарати грішників. У ході інциденту ніхто не постраждав, лайнер прибув з аеропорту Лагоса і готувався до вильоту в Абуджу[17].